# Gerhard Wittenberger

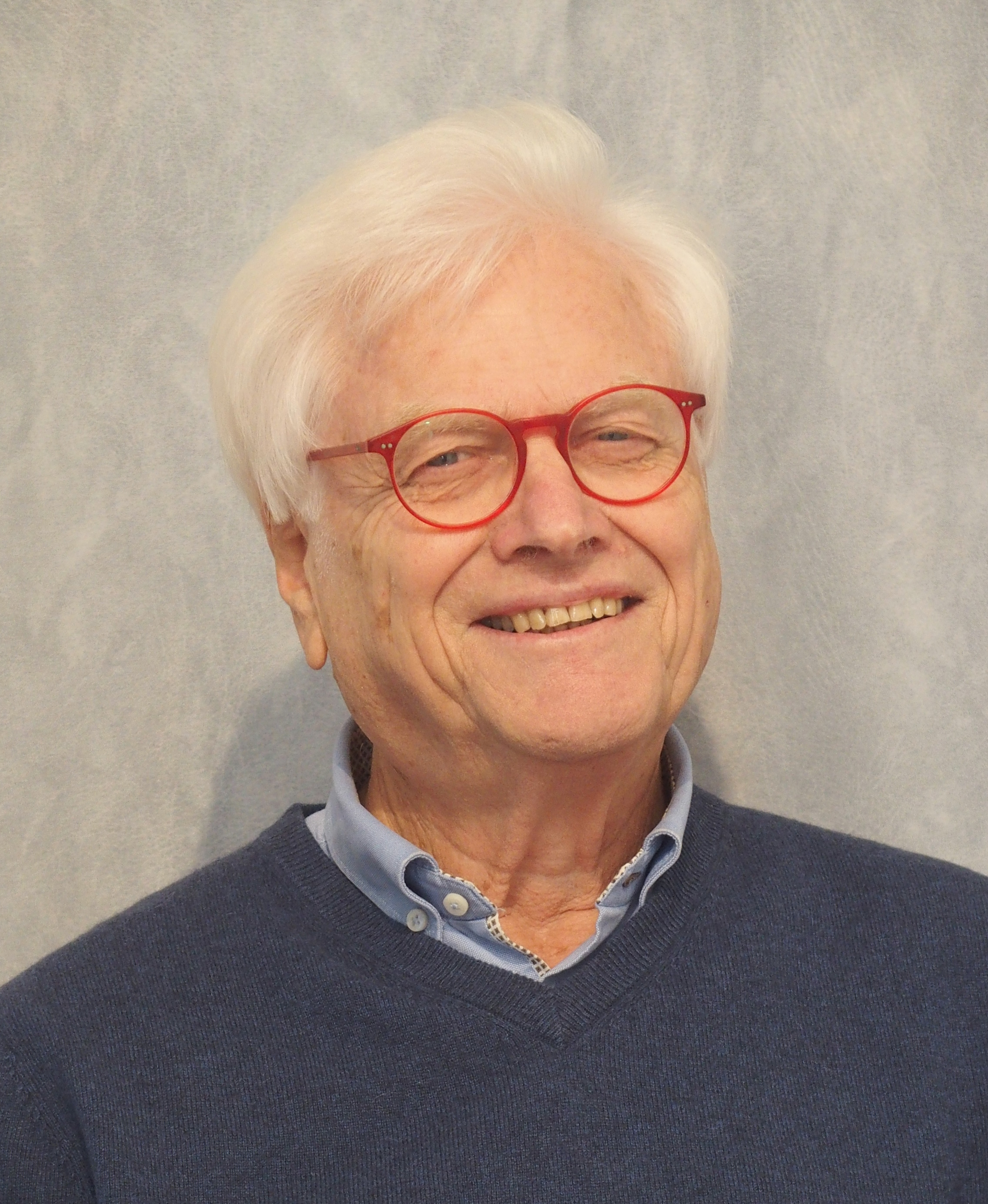
Gerhard Wittenberger (2022)

Gerhard Wittenberger (* 1941) ist ein deutscher Sozialpädagoge, Supervisor, Gruppendynamiker und Psychoanalytiker.

## Leben
Wittenberger wuchs während des Zweiten Weltkriegs in der Nähe von Leipzig auf. Das bedeutete: Nächte in Luftschutzkellern und Zeiten des Hungers. Insofern war er ein Kriegskind, dessen Kindheit von vielfältigen Belastungen und Ängsten geprägt war, wie inzwischen auch durch Forschungen belegt ist. Seine Jugendjahre in der DDR (er verweigerte die Jugendweihe und ließ sich in der evangelischen Kirche konfirmieren) waren von zunehmender Distanzierung zu diesem Regime gekennzeichnet. 19-jährig entschloss er sich noch fast ein Jahr vor dem Mauerbau im September 1960 aus der DDR zu fliehen und kam zunächst für vier Wochen in einer Jugendherberge in Friedrichshafen am Bodensee unter. Er lebt heute in Kassel.

## Berufliche Stationen
Wittenberger absolvierte noch in der DDR eine Ausbildung zum Maschinenschlosser und machte von 1961 bis 1966 in der Bundesrepublik eine religionspädagogische Ausbildung. Es folgte eine Weiterbildung in Supervision am Burckhardthaus Gelnhausen (1970–1971) und 1980 das Diplom als Supervisor für soziale Berufe an der Gesamthochschule Kassel (GHK). Mit einer Arbeit zur Geschichte der Psychoanalyse (Dieter Ohlmeier) wurde er 1989 an der Universität Kassel promoviert. Er war Mitarbeiter im Wissenschaftlichen Zentrum II der GHK und in der Psychotherapeutischen Beratungsstelle für Studierende (Leitung Eugen Mahler). Zwischen 1972 und 2018 arbeitete er als Supervisor und Trainer für Gruppendynamik (DAGG), war Mitglied der Vertrauensleute-Gruppe am Alexander-Mitscherlich-Institut Kassel (AMI) und ist bis heute als Balintgruppen-Leiter (Dieter Eicke) in eigener Praxis.

## Leitidee der Aufklärung
Ein roter Faden von Wittenbergers Veröffentlichungen ist bei näherer Betrachtung ein sozialpolitisches Verständnis von „Aufklärung“. Die Flucht aus der DDR hatte bei ihm den Blick auf politische Zusammenhänge geschärft. Er „beteiligte sich leidenschaftlich und skeptisch zugleich an (…) Diskussionen über die ökonomischen, kulturellen und politischen Grundlagen von Herrschaft und Macht in der bürgerlich-kapitalistischen Gesellschaft.“ Seine Berufspraxis macht sichtbar, dass er „an der konzeptionellen, methodisch-theoretischen Entwicklung von Supervision...maßgeblich...mitwirkte.“ So war er an der Gesamthochschule Kassel in den 1970er Jahren an der konzeptionellen Entwicklung des dortigen Studiengangs „Supervision“ beteiligt. Seit den 1980er Jahren arbeitete er als Dozent im „Fortbildungsinstitut für Supervision“ (FiS) Münster/Wiesbaden. Er ist Gründungsmitglied der Deutschen Gesellschaft für Supervision und Coaching (DGSv), war lange Jahre Herausgeber von Forum Supervision und Mitbegründer der Zeitschrift Supervision.
Wittenbergers Forschungen zum „Geheimen Komitee“ (Gesprächskreis von Freunden und Anhängern rund um Sigmund Freud) sind für das Verstehen der späteren Abspaltungen und die Entstehung von unterschiedlichen psychoanalytischen Schulen von Bedeutung. „Wittenberger war der erste, der in seiner Dissertation die Geschichte des Komitees in einem sozio-historischen Kontext diskutierte, wobei erstmalig die Rundbriefe des Komitees ausgedehnte Bearbeitung fanden“.

## Monografien
- Zum Institutionalisierungsprozess der Psychoanalyse unter besonderer Berücksichtigung der Geschichte des „Geheimen Komitees“. Hochschulschrift Gesamthochschule, Kassel 1988 (Diss.).
- Zum Institutionalisierungsprozess der Psychoanalyse unter besonderer Berücksichtigung der Geschichte des „Geheimen Komitees“. edition diskord, Tübingen 1995, ISBN 3-89295-588-3.
- Wie die Seele in die Wissenschaft kam. Eine historische Skizze zur Entstehung der Psychoanalyse. Psychosozial Verlag, Gießen 2018, ISBN 978-3-8379-2741-2.
- Aufstieg und Scheitern des Militärpsychologen Max Simoneit im Dritten Reich und in der Bundesrepublik Deutschland. Brandes & Apsel, Frankfurt a. M. 2022, ISBN 978-3-95558-327-9.

## Rezensionen
In den folgenden Rezensionen wird die Arbeit Wittenbergers besonders gewürdigt. Zu seinem Werk Wie die Seele in die Wissenschaft kam heißt es in einer Rezension: „Es geht Wittenberger um ‚eine historische Skizze zur Entstehung der Psychoanalyse‘, die er vor allem für Nicht-AnalytikerInnen geschrieben hat (…). Es ist schon erstaunlich (…), was Wittenberger an Fakten und Fotos zusammengetragen hat. Aber die Fülle wird zusammengehalten von einer Sprache, der man anmerkt, dass hier jemand spricht, der seinem »Gegenstand« sehr verbunden ist (…)“
In Bezug auf Aufstieg und Scheitern des Militärpsychologen Max Simoneit schreibt Klaus Hofmann in der Zeitschrift Luzifer–Amor: „Wittenbergers ‚Deutungen‘ privater Brüche wirken einleuchtend, die ‚preußisch soldatische‘ Identifizierung wurde zunehmend zu einem Tunnelblick. Den Anspruch der psychodynamisch-biografischen Studie löst das Werk auf jeden Fall ein.“ In einer weiteren Rezension zu diesem Werk äußert sich Almuth Bruder-Bezzel im Deutschen Ärzteblatt wie folgt: „Gerhard Wittenberger (…) entwickelt in gründlicher Studie ein Bild des Leiters der Wehrmachtspsychologie in der Nazizeit, Max Simoneit, im Rahmen seines historischen, sozialpsychologischen Kontextes.“ Schließlich stellt Thomas Kuchinke in einem Newsletter des Fortbildungsinstituts für Supervision fest: „Wittenberger weist überzeugend für Max Simoneit nach, wie die preußische soldatische Identität parallel zu seiner sekundären und tertiären Sozialisation im Beruf als Volksschullehrer die tragende Säule und Hauptkomponente schlechthin auch für seine lebensgeschichtliche Zukunft ist.“

## Mitgliedschaften
- Alexander-Mitscherlich-Institut (AMI)
- Arbeitskreis Gruppendynamik Münster (AGM)
- Deutsche Gesellschaft für Supervision und Coaching (DGSv – Gründungsmitglied)
- Deutsche Psychoanalytische Vereinigung (DPV, Ständiger Gast)
- Deutscher Arbeitskreis für Gruppenpsychotherapie und Gruppendynamik (DAGG – Sektion Gruppendynamik)
- International Association for the History of Psychoanalysis (I.A.H.P./Corresponding member, bis 1993)

## (Mit-)Herausgeber
- Christfried Tögel, Gerhard Wittenberger (Hrsg.): Die Rundbriefe des „Geheimen Komitees“ (= 1913-1920. Band 1). edition discord, Tübingen 1999, ISBN 3-89295-660-X.
- Christfried Tögel, Gerhard Wittenberger (Hrsg.): Die Rundbriefe des „Geheimen Komitees“ (= 1921. Band 2). edition discord, Tübingen 2001, ISBN 3-89295-661-8.
- Christfried Tögel, Gerhard Wittenberger (Hrsg.): Die Rundbriefe des „Geheimen Komitees“ (= 1922. Band 3). edition discord, Tübingen 1999, ISBN 3-89295-662-6.
- Christfried Tögel, Gerhard Wittenberger (Hrsg.): Die Rundbriefe des „Geheimen Komitees“ (= 1923-1927. Band 4). edition discord, Tübingen 1999, ISBN 3-89295-663-4.
- Christfried Tögel, Gerhard Wittenberger (Hrsg.): Die Rundbriefe des „Geheimen Komitees“ (= 1927-1936. Nachtragsband). Psychosozial Verlag, Gießen 2023, ISBN 978-3-8379-3277-5.
- Ernst Federn, Gerhard Wittenberger (Hrsg.): Aus dem Kreis um Sigmund Freud. Nachträge zu den ‘Wiener Protokollen’. S.Fischer Verlag, Gießen 1992, ISBN 3-596-10809-8.
- Gerhard Leuschner, Gerhard Wittenberger (Hrsg.): FoRuM Supervision (= 1993-2004). edition discord, Tübingen.
- Mit-Redakteur: Akademie für Jugendfragen (Hrsg.): supervision. Materialien für berufsbezogene Beratung im sozialen, pädagogischen und therapeutischen Arbeitsfeld, Hefte 1-12 (= 1982–1987). Münster.

## Standorte seiner Veröffentlichungen
- Geschichte der Psychoanalyse – gedruckte Quellen
- Veröffentlichungen zur Freud Biographik
- Sekundärliteratur zu Otto Rank
- Bibliothek des Freud Museums